# Austrodecus (Microdecus) minutum
Austrodecus (Microdecus) minutum là một loài nhện biển trong họ Austrodecidae. Loài này thuộc chi Austrodecus. Austrodecus (Microdecus) minutum được miêu tả khoa học năm 1972 bởi Clark.